# Nyéki-ér
A Nyéki-ér Bakonyszombathelytől délre ered, Komárom-Esztergom vármegyében. A patak forrásától kezdve északnyugati irányban halad, majd Bakonybánktól északkeletre eléri a Cuhát.
A Nyéki-ér vízgazdálkodási szempontból a Cuhai-Bakony ér és Concó Vízgyűjtő-tervezési alegység működési területéhez tartozik.

## Part menti település
- Bakonyszombathely